# Гордали-Юрт
 Гордали-Юрт (чечен. Керла-ГIоьрдала) — село в Гудермесском районе Чеченской Республики. Административный центр Гордали-Юртовского сельского поселения.

## География
Село расположено у федеральной автотрассы Р-217 «Кавказ», в 18 км к юго-востоку от районного центра — Гудермес и в 55 км к востоку от города Грозный.
Ближайшие населённые пункты: на севере — село Кади-Юрт, на северо-востоке — село Бильтой-Юрт, на юго-востоке — село Кошкельды, на юге — село Нижний Нойбера и посёлок Ойсхара, на западе — село Мелчхи и на северо-западе — село Шуани.

## История
Селение Гордали-Юрт было основано для жителей горной части Ножай-Юртовского района (преимущественно из сёл Гордали и Бас-Гордали), вынужденных переселиться на равнину после разрушительных оползней в 1990-х годах, а также в период проведения в республике так называемой «контртеррористической операции».

## Население
| 1990  | 2002  | 2010  | 2012  | 2013  | 2014  | 2015  |
| ----- | ----- | ----- | ----- | ----- | ----- | ----- |
| 157   | ↗1112 | ↗1703 | ↗1810 | ↗1863 | ↗1889 | ↗1946 |
| 2016  | 2017  | 2018  | 2019  | 2020  | 2021  | 2023  |
| ↗1997 | ↗2053 | ↗2089 | ↗2136 | ↗2186 | ↗2593 | ↗2631 |
| 2024  |       |       |       |       |       |       |
| ↗2699 |       |       |       |       |       |       |

Национальный состав
По данным Всероссийской переписи населения 2010 года:
| № | Национальность | Численность, чел. | Доля    |
| - | -------------- | ----------------- | ------- |
| 1 | чеченцы        | 1690              | 99,24 % |
| 2 | другие         | 13                | 0,76 %  |

## Инфраструктура
В селе действуют:
- Администрации сельского поселения[21]
- Гордали-Юртовская муниципальная средняя общеобразовательная школа[22].

## Улицы
Улицы села:
| - А-Х.Кадырова, - Дасаева, - Курбанова, - Мамакаева, - Махаева, - Махматова, - Мира, | - Нурадилова, - Первомайская, - С. Бадуева, - Спортивная, - Степная, - Шерипова, - Школьная. |